# Vándorkiállítás
A vándorkiállítás olyan, utazó kiállítás, amely lehetővé teszi az adott gyűjtemény vagy válogatás több helyszínen való bemutatását, helyi, országos vagy nemzetközi szinten.
A kiállítás egészében, általában különböző járulékos szolgáltatásokkal (például: biztosítás, szállítás, katalógus) vehető igénybe.

A múzeumok vagy galériák gyűjteményeinek ilyenfajta kihelyezése lényegesen meghosszabbítja egy-egy kiállítás életgörbéjét, így a modern múzeum menedzsmentben egyre gyakrabban alkalmazott technika. Művészettörténészek, muzeológusok és restaurátorok szoros együttműködését veszi igénybe a PR-feladatokon kívül.

Egyazon kiállítás több helyszínen való bemutatása lényegesen csökkenti az állandó - , és  tranzakciós költségeket, mivel a vándorkiállítást vendégüllátó egyes intézmények megoszthatják maguk között ezeket a kiadásokat.

A Múzeumok Nemzetközi Tanácsa (ICOM) 1983-ban létrehozta a vándorkiállításokkal foglalkozó nemzetközi bizottságát (ICEE).

Ilyen volt például a Titanic-kiállítás Budapesten 2007 őszén.

## Külső hivatkozások
https://web.archive.org/web/20080726110221/http://www.teg.org.uk/
Az Angol Vándorkiállítás Társaság honlapja

https://web.archive.org/web/20080917033640/http://www.riksutstallningar.se/Templates/StartPageEN____5.aspx
Svéd Vándorkiállítások

https://web.archive.org/web/20080709040449/http://www.webartex.com/
WebArtEx Nemzetközi Vándorkiállítás Piactér

http://www.a-r-t.com/
Landau Vándorkiállítás

http://www.sites.si.edu/
Smithsonian: Szolgáltatások Vándorkiállításoknak